# 300-300クラブ
300-300クラブ（the 300-300 club）は、メジャーリーグにおいて、通算で300本塁打以上かつ300盗塁以上を記録した選手の集団。
2023年終了までに通算300本塁打は162人、300盗塁は170人が記録している。それでも両方達成したのは8人しかいない。1969年4月8日、ウィリー・メイズは通算300個目の盗塁を決め、すでに300本塁打は記録していたため、最初の達成者となった。メイズに次いで達成したボビー・ボンズは息子のバリー・ボンズと共に親子での達成となった。最近では2012年6月15日にカルロス・ベルトランが達成している。
内野手の達成者はアレックス・ロドリゲスのみである。
また、野球殿堂入りを果たしたのはメイズとドーソンの2人である。

## 達成選手
| 選手名                 | 本塁打 | 盗塁 | チーム        | 300本塁打達成日 | 300盗塁達成日 | 達成年齢 | 30本塁打30盗塁 達成回数 |
| ---------------------- | ------ | ---- | ------------- | --------------- | ------------- | -------- | ----------------------- |
| ウィリー・メイズ       | 660    | 338  | NY/SF, NYM    | 1961年7月4日    | 1969年4月8日  | 37       | 2                       |
| ボビー・ボンズ         | 332    | 461  | SF, NYY など  | 1979年5月2日    | 1976年5月8日  | 33       | 5                       |
| アンドレ・ドーソン     | 438    | 314  | MTL, CHC など | 1989年4月23日   | 1990年9月22日 | 36       | 0                       |
| バリー・ボンズ         | 762    | 514  | PIT, SF       | 1996年4月27日   | 1994年7月26日 | 31       | 5                       |
| レジー・サンダース     | 305    | 304  | CIN, SD など  | 2006年6月10日   | 2006年5月1日  | 38       | 0                       |
| スティーブ・フィンリー | 304    | 320  | BAL, HOU など | 2006年6月14日   | 2004年4月27日 | 41       | 0                       |
| アレックス・ロドリゲス | 696    | 329  | SEA, NYY など | 2003年4月2日    | 2010年8月8日  | 35       | 1                       |
| カルロス・ベルトラン   | 435    | 312  | KC, NYM など  | 2011年9月14日   | 2012年6月15日 | 35       | 1                       |

- 2024年シーズン終了現在。*は現役選手。
- 太字は300-300達成日。

## 達成が近い現役選手
ホセ・ラミレス（CLE）　
276本塁打／274盗塁　2025/07/25時点

## 関連記録

### 400-400クラブ および 500-500クラブ
400本塁打400盗塁、500本塁打500盗塁を記録した選手は、バリー・ボンズのみである。

### 300-300-3000クラブ
300-300達成者の中でさらに3000安打以上を記録した選手は、ウィリー・メイズとアレックス・ロドリゲスのみである。

### 通算打率3割300本塁打300盗塁
300-300達成者の中で更に通算打率3割以上を記録した選手は、ウィリー・メイズのみである

### 届かなかった選手
- 300本塁打達成者のうち、最も300盗塁に近付いたまま引退したのはアルフォンソ・ソリアーノ（412本塁打289盗塁）[5][6]
- 300盗塁達成者のうち、最も300本塁打に近付いたまま引退したのはリッキー・ヘンダーソン（297本塁打1406盗塁）[7][8]
- 上記の選手以外で250-250をクリアして引退した選手にベイダ・ピンソン[9]・ジョー・モーガン[10]・ロビン・ヨーント[11]・カーク・ギブソン[12]・ライン・サンドバーグ[13]・エリック・デービス[14]・ゲイリー・シェフィールド[15]・マイク・キャメロン[16]・デレク・ジーター[17]・ボビー・アブレイユ[18]・ハンリー・ラミレス[19]等がいる[20]